# ティタニス
ティタニス（学名：Titanis walleri）は、フォルスラコス科に属する巨大な肉食性の飛べない鳥の属。新第三紀鮮新世から第四紀更新世にかけての約490万年前から180万年前の北アメリカ大陸に生息し、更新世前期ジェラシアンに絶滅を迎えるまでの310万年間にわたって繁栄した。背丈は2.5メートルに達し、体重は150キログラムと推定されている。

## 学名の由来

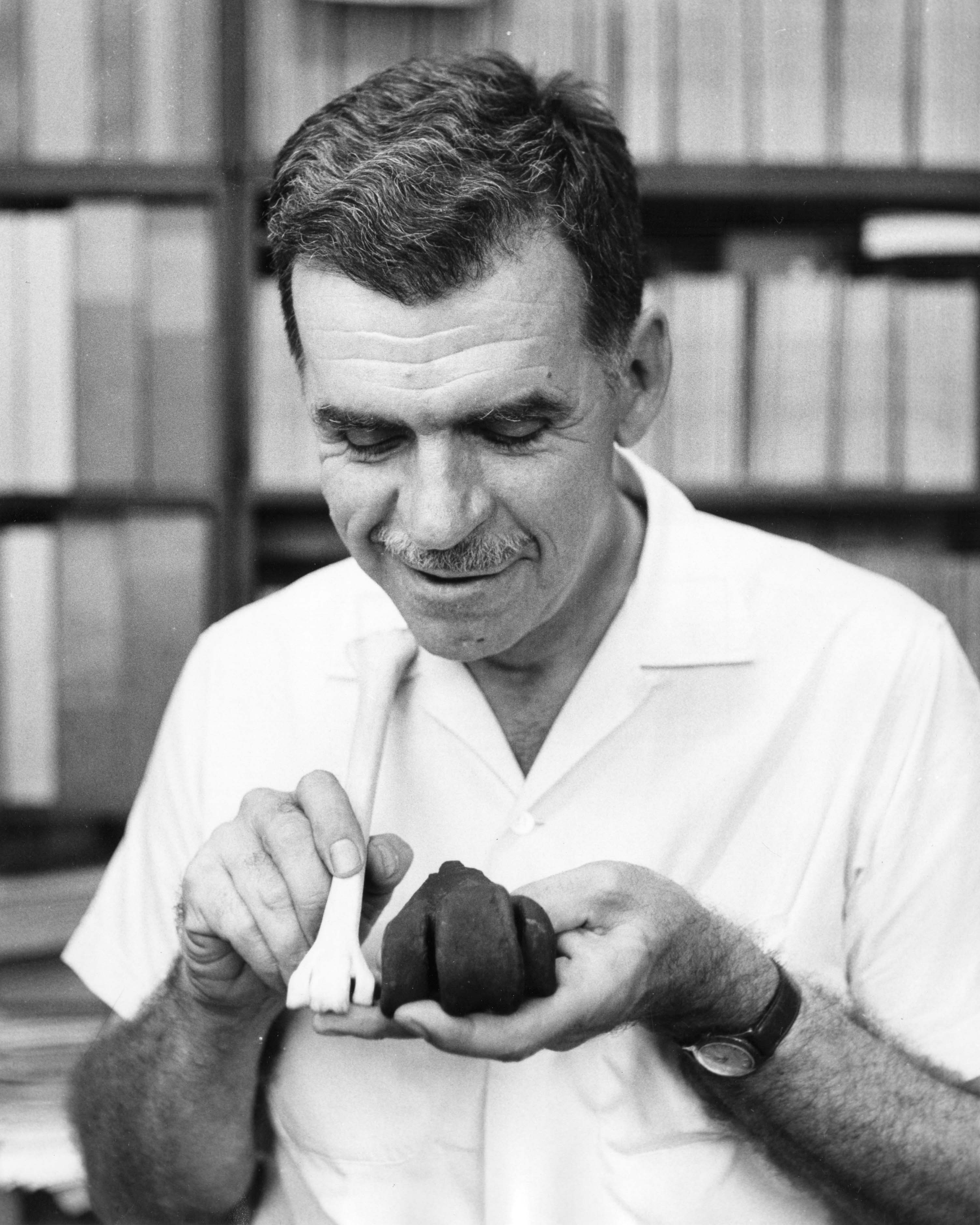
ティタニス（黒）と他の鳥の足根中足骨を持つ Pierce Brodkorb

属名 Titanis は本属の体格を暗示し、オリュンポス十二神に先行する古代ギリシャ神話の巨人ティーターンに由来する。小種名の walleri はホロタイプの収集家 Benjamin I. Waller の名をとって名付けられた。

## 起源
北アメリカでは鮮新世前期から更新世前期にあたる約500 - 200万年前にかけて生息していた。フロリダ州で3ヶ所、テキサス州で1ヶ所から化石証拠が発見されている。フロリダ州ギルクリスト郡の発掘現場は300 - 200万年前にあたり、ティタニスの化石標本41個のうち27個が発見された Santa Fe River はギルクリスト郡に位置している。他にティタニスが発見された場所にはフロリダ州 Port Charlotte と Inglis がある。フロリダ州以外で発見された唯一の化石はテキサス州ヌエセス川である。
1万5000年前までティタニスが生存していたことを示唆する化石証拠も発見されているが、マッファデンによる年代測定の結果はそのような遅い時代であることを否定しており、既知のティタニスの化石は遅くとも200万年前のものになる。ティタニスはフォルスラコス科と呼ばれる飛べない鳥の1つであり、この科の中では最も新たな種の代表格である （なお、極端に新たな時代を示唆する標本が南アメリカ大陸から発見されてはいる）。フォルスラコス科は南アメリカ大陸に起源を持ち、ティタニスはフォルスラコス科で唯一アメリカ大陸間大交差の間に大陸を脱した属である。
ごく近縁な属であるアンダルガロルニス・ステウッレティの研究では、ティタニス・ワレリおよび全てのフォルスラコス科鳥類の頭部と頸部に関する新たな情報がもたらされた。アンダルガロルニスの頭骨の研究において、これらの鳥が水平方向に頭を動かすことが難しかったことが判明したのである。しかし頭骨の前後の動きは凄まじく、ティタニスも巨大な頭部を獲物に叩き付けて死に至らしめていた可能性が高いと考えられている。
古第三紀暁新世から新第三紀中新世にかけて、北アメリカ大陸には関連する肉食性鳥類のバトルニス科が生息していた。彼らはティタニスや他のフォルスラコス科の祖先ではないが、同様の生態的地位を占め、背丈2メートルを超えるという同等の体躯を誇るパラクラックスのようなものもいた。彼らはティタニスが北アメリカ大陸に到達する以前、約1500万年前に絶滅を迎えた。

## 形態

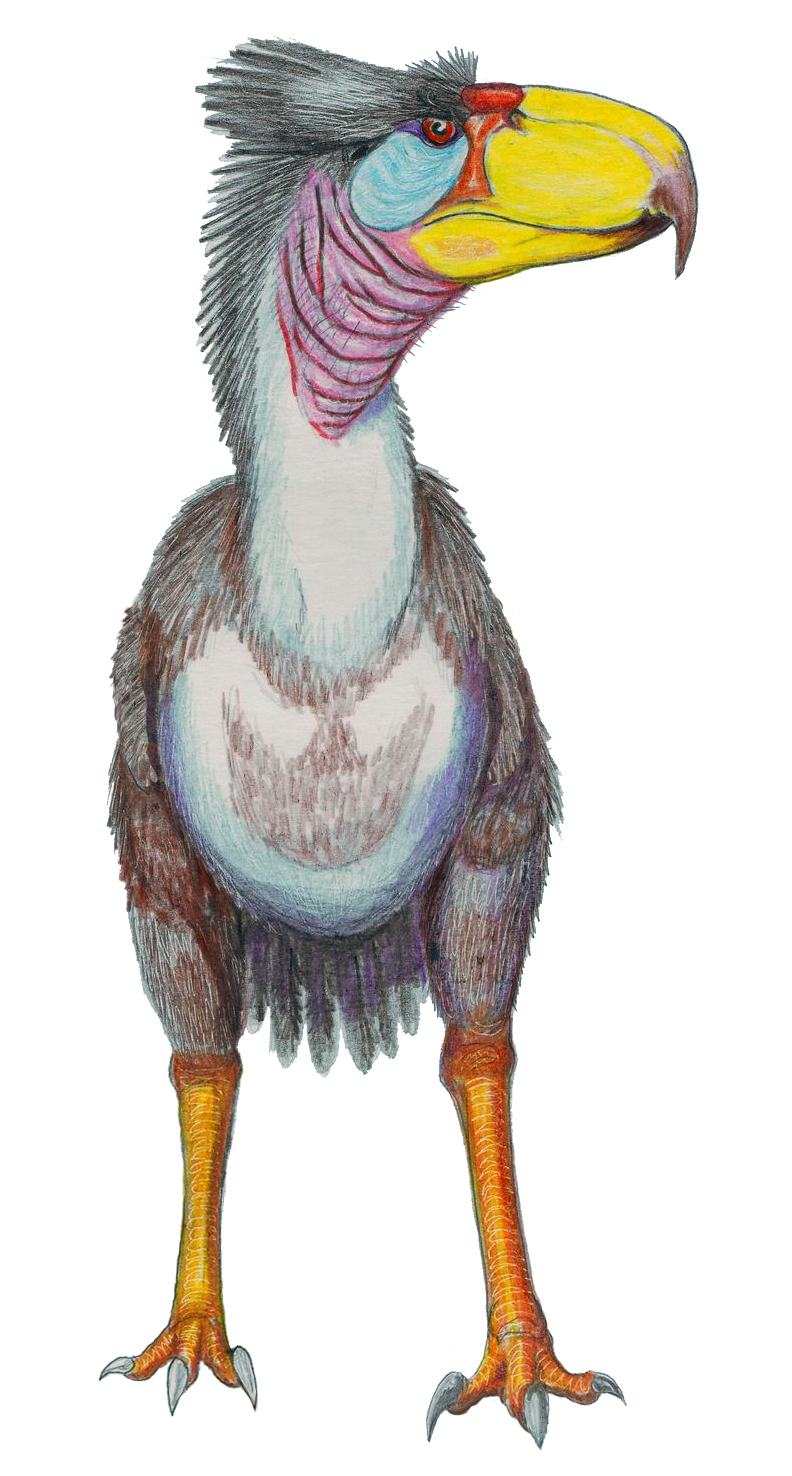
復元図

体高は2.5メートルに達し、体重は150キログラムと推定されているが、差異が大きく、これは性的二型によるものであると推測されている。頭骨は発見されていないものの、他のフォルスラコス科と同様に大きく斧のような形状をしたクチバシがあったと思われる。
翼は小さく、飛行に用いることは不可能だった。翼の骨は特異的な関節のような構造で繋がっており、ある程度曲げられることが示唆されている。一方で手首は比較的硬直しており、他の鳥のように腕に対して手を折り曲げることは不可能だったとされている。この特徴から、R・M・チャンドラーはドロマエオサウルスのような非鳥類型獣脚類恐竜の手と同様に鉤爪のある可動式の手をティタニスが持っていた可能性があると指摘している。ただし、翼の関節はティタニスに特有のものではなく、物を握ることができないノガンモドキ科（ティタニスらフォルスラコス科が属するノガンモドキ目の別の科）にも共通する。
また、ティタニスは南アメリカ大陸に分布した近縁な属フォルスラコスやデヴィンケンジアと類似しているが、太く短い首や重厚な体格でこれらの属と区別される。体の構造について判明している部分は少ないが、デヴィンケンジアよりも足の幅は狭く、中央の指先は太かったとみられている。

## 文化面

### ドラマ
『ジュラシック・ニューワールド』
雛が麻薬密売人に捕獲されたため、親鳥が彼らを襲撃する。雛は密売人の手から軍の管轄に移り、軍の陰謀を露見させることとなる。

### 漫画
『エデンの檻』
スミロドンやプロプレオプスと対立しつつ主人公らを包囲した。